# Bouca (ort)
Bouca är en ort i Centralafrikanska republiken.   Den ligger i prefekturen Ouham, i den västra delen av landet, 240 km norr om huvudstaden Bangui. Bouca ligger 463 meter över havet och antalet invånare är 13 250.
Terrängen runt Bouca är platt. Det finns inga andra samhällen i närheten. 
I omgivningarna runt Bouca växer huvudsakligen savannskog. Runt Bouca är det mycket glesbefolkat, med 4 invånare per kvadratkilometer.